# Heliobolus
Heliobolus — рід ящірок родини ящіркових (Lacertidae). Представники цього роду мешкають в Африці на південь від Сахари.

## Види
Рід Heliobolus нараховує 6 видів:
- Heliobolus bivari Marques, Ceríaco, Heinicke, Chehouri, Conradie, Tolley, & Bauer, 2022
- Heliobolus crawfordi Marques, Ceríaco, Heinicke, Chehouri, Conradie, Tolley, & Bauer, 2022
- Heliobolus lugubris (A. Smith, 1838)
- Heliobolus neumanni (Tornier, 1905)
- Heliobolus nitidus (Günther, 1872)
- Heliobolus spekii (Günther, 1872)

## Етимологія
Наукова назва роду Heliobolus походить від сполучення слів дав.-гр. ἡλιος — сонце і βoλος — кидання.